# Cerioli (cognome)
Cerioli è un cognome di lingua italiana.

## Varianti
Ceriola, Ceriolo, Ceriotti, Ceriotto.

## Origine e diffusione
Il cognome è tipicamente centro-settentrionale.
Potrebbe costituire una variante del cognome Cerri o derivare dal latino cera e greco kera, "cera", ad indicare un lavoro collegato, o da un toponimo.

## Persone
- Ivan Cerioli – ex ciclista su strada e pistard italiano
- Luigi Cerioli – pittore italiano
- Paola Elisabetta Cerioli – religiosa italiana